# Richard Andreas Werner
Richard Andreas Werner (1967. január 5.) német tudós, közgazdász, professzor a Southampton Egyetemen.
Werner monetáris politikával és fejlesztéssel foglalkozó közgazdász. Ő javasolta először a mennyiségi lazítás kifejezést, valamint azt a kifejezést, hogy „QE2”, utalva arra, hogy igazi mennyiségi enyhítés szükséges hitelteremtés formájában. Övé a „hitel mennyiségelmélete”, amely a hitelteremtést két részre bontja: egyrészről GDP-tranzakciókban használt hitelekre, másrészt pénzügyi tranzakciókban használt hitelteremtésre.

## Tanulmányai és pályakezdése
1989-ben szerzett BSc fokozatot a London School of Economics (LSE) intézményen. További tanulmányait az Oxfordi Egyetemen félbeszakította egy évre, amikor a Tokió Egyetemen tanult. Közgazdaság-doktori fokozatát Oxfordban kapta meg.
1991-ben az oxfordi Közgazdasági és Statisztikai Intézetnek lett az Európai Bizottság által támogatott Marie Curie Fellow- munkatársa. Az intézetben írt vitairata figyelmeztetett a japán bankrendszer közelgő összeomlására és arra a veszélyre, ami a "legnagyobb recesszió a Nagy Depresszió óta".
Tokióban ő lett az első Shimomura Fellow-munkatárs a Japán Fejlesztési Bank Tőkehalmozás Kutatóintézetén. Meghívott Kutató volt a japán központi bank Monetáris és Gazdasági Tanulmányok Intézetén; valamint japán pénzügyminisztérium Monetáris és Költségvetési Tanulmányok Intézetében.

## Pályafutása
Werner a Jardine Fleming cég vezető közgazdásza volt 1994-től 1998-ig miközben számos cikket publikált a japán hitelciklusról, valamint a monetáris politikáról, közülük sokat japánul is.
1997-ben Tokióban csatlakozott a Sophia Egyetem egyetemi karához.
Werner jelenleg University of Southampton egyetemen tanít. Kidolgozott egy elméletet a pénz létrehozásáról, az úgynevezett a Hitel Mennyiség-elméletét, ami összhangban van a Schumpeter pénz-hitel elméletével. Werner azzal érvel 1992 óta, hogy a bankszektort megfelelően tükrözni kell a makrogazdasági modellekben, mivel ez a pénzkínálat fő teremtője és kiutalója, az egyes bankok általi hitelteremtés folyamata révén.
Ő az alapító igazgatója a southamptoni egyetem Banki Pénzügyi, Fenntartható Fejlődés Központjának. Ő az egyik szervezője az Európai Banki Gazdasági Konferenciának (ECOBATE), melyet 2011. szeptember 29-én tartottak először a Winchester Guildhall-ban, Lord Adair Turner, az FSA elnökével, mint vezérszónok. 2011 óta Werner tagja az Európai Központi Bank Árnyéktanácsának.
Werner könyve a Yen hercegei volt az első számú általános bestseller Japánban 2001-ben. A könyv magában foglalja a Japán Bank monetáris politikáját és a központi bankok nem-hivatalos bankhitel irányítását.
Werner az úgynevezett "mennyiségi enyhítés" politikáját indítványozta Japánban 1994-ben és 1995-ben. Abban az időben dolgozott a Jardine Fleming Securities (Asia) Ltd.-nél Tokióban, és ezt a kifejezést intézményi befektetők előtti előadásokon is használta. Többek között egy a Nihon Keizai Shinbunban (Nikkei) megjelent 1995. szeptember 2-ai cikke címében is szerepelt. Werner szerint ezt a kifejezést annak érdekében használta, hogy a központi bank által bevethető új formájú monetáris ösztönzőpolitikát javasoljon, amely sem a kamatláb csökkentésére nem támaszkodik (ami Nikkei-beli cikke szerint hatástalan), sem a hagyományos monetáris pénzkínálatbővítésre (pl. "pénznyomtatás", banki tartalékok bővítése, betétaggregátumok pl. M2 – amelyek Werner szerint mind hatástalanok). Ehelyett Werner azzal érvelt, hogy egy gazdasági fellendüléshez szükséges és elegendő az, hogy növeljék a "hitelteremtést", számos intézkedéssel. Felvetette a bankok nem teljesítő eszközeinek a felvásárlását a központi bank által; a vállalatok kormány általi közvetlen hitelezését a központi bankon keresztül; kereskedelmi papírok, tőkeeszközök és egyéb adósságok felvásárlását a vállalatoktól; az állami szektor hiteligényeinek fedezéséhez szükséges államkötvény-kibocsátás leállítását; ehelyett a kormány közvetlenül a bankoknál venne fel kereskedelmi kölcsönt.

## Válogatott művei
Könyvek
- Ryan-Collins, Josh. Where Does Money Come From?: A Guide to the UK Monetary & Banking System, 2nd, London: New Economics Foundation, 178. o. (2012)
- Neue Wirtschaftspolitik, München: Vahlen Verlag (2007)
- Új Paradigma a Makroökonómiában: Megoldani a Rejtélyt, a Japán Makrogazdasági Teljesítmény (2005)
- A Jen hercegei: Japán központi bankárai és a gazdaság átalakítása (2001)
- "虚構の終焉" = Egy új makrogazdasági paradigma. Tokyo: PHP. (2003)
- "謎解き!平成大不況 : 誰も語らなかった"危機"の本質" = A nagy recesszió rejtélye (2003)
- Három esszé Japán makrogazdasági politika az 1980-as, 1990-es években (2006)
- "福井日銀・危険な素顔" = A Bank of Japan alatt Toshihiko Fukui, a M. Ishii. Tokyo: Appuru Shuppan. (2003)
- "不景気が終わらない本当の理由" = Központi Banki, mind a Strukturális Változások, Japánban, Európában. Tokyo: Soshisha. (2003)
- Dismantaling a Japán Modellt, a M. Kikkawa. Tokyo: Kodansha. (2003)
- Fejedelmek, a Jen, a Japán Központi Bankárok, illetve az Átalakulás a Gazdaság. New York: M. E. Sharpe.
- "円の支配者". Tokyo: Soshisha (2001)

## Fordítás
- Ez a szócikk részben vagy egészben  a   Richard Werner című angol Wikipédia-szócikk ezen változatának fordításán alapul.  Az eredeti cikk szerkesztőit annak laptörténete sorolja fel. Ez a jelzés csupán a megfogalmazás eredetét és a szerzői jogokat jelzi, nem szolgál a cikkben szereplő információk forrásmegjelöléseként.